# Alcetas (general)
Alcetas (griego antiguo Ἀλκέτας, † 320 a. C.), hermano de Pérdicas e hijo de Orontes de Oréstide, es el primer general de Alejandro Magno mencionado en la expedición de este a la India. A la muerte de Alejandro se adhirió al partido de su hermano, y, a órdenes de este, en 322 a. C., asesinó a la hermanastra de Alejandro Magno, Cinane, cuando esta deseaba casar a su hija Eurídice con Filipo Arrideo, rey nominal de Macedonia.
En la época de la muerte de Pérdicas en Egipto en 321 a. C., Alcetas fue con Eumenes a Asia Menor a luchar contra Crátero. El ejército de Pérdicas, que se había rebelado contra él, se unió a Ptolomeo, condenó a Alcetas y a los partidarios de su hermano a muerte. 
La guerra contra Alcetas, quien abandonó a Eumenes y unió sus fuerzas con las de Átalo, fue encomendada a Antígono, quien perseguía sin advertirlo ellos, a Alcetas, Dócimo y Átalo. Estos habían acampado en un valle de Pisidia, y según refiere Polieno el barritar de los elefantes les advirtió de la presencia de Antígono. Alcetas con su batallón de peltastas se apresuró a ocupar el camino que atravesaba los montes. Antígono en lugar de perseguirlo, se dirigió por las faldas de las montañas con sus tropas en formación oblicua hacia el campamento, donde sorprendió a las tropas de sus rivales y venció sin lucha (320 a. C.) La versión de Diodoro difiere en tres puntos: Alcetas no huyó, sino que recibió dos ataques de Antígono; la caballería de ambos bandos se enfrentó en las alturas; y Antígono infligió una completa derrota a sus enemigos y no venció, como dice Polieno, sin lucha. Alcetas se retiró a Termeso. Fue entregado por los ancianos del lugar a Antígono, y para evitar caer vivo en sus manos, se dio muerte a sí mismo.